# سلام، سلام
سلام، سلام یک مجموعه تلویزیونی طنز محصول سال ۱۳۷۶ به کارگردانی و تهیه‌کنندگی سیدعلی سمنانی و محصول شبکه پنج می‌باشد. «سلام سلام» به صورت جنگ و قطعات نمایشی بود.
فصل دوم مجموعه طنز" سلام سلام " در سال ۱۳۷۷ با اجرای رضا عطاران و پوپک گلدره و به تهیه‌کنندگی سیدعلی سمنانی به صورت جنگ و قطعات نمایشی درشبکه جهانی جام جم تولید شد. بازیگرانی چون مهران غفوریان، نصرالله رادش، سعید آقاخانی، یوسف تیموری، نادر سلیمانی، جواد رضویان، فاطمه هاشمی، نیما فلاح در این مجوعه زیبا ایفای نقش کردند.